# Бико, Стив
Стив Бико (коса Steve Biko, полное имя — Стивен Банту Бико, коса Stephen Bantu Biko; 18 декабря 1946, Кинг-Уильямс-Таун, Южно-Африканская республика — 12 сентября 1977, Претория) — известный борец за права чёрных южноафриканцев, считается основателем движения «чёрного самосознания» (Black Consciousness Movement) в Южной Африке. Панафриканист и африканский социалист по взглядам. Павший жертвой полиции, Бико посмертно стал для движения против режима апартеида политическим мучеником. Писал под псевдонимом Фрэнк Ток (англ. Frank Talk). Псевдоним можно перевести и как  "Фрэнк Говори", и как "Честный/ Откровенный разговор". 

## Биография
Стив Бико родился в простой семье в Кинг-Уильямс-Тауне в Восточной Капской провинции, был третьим из четырёх детей. Его отец рано умер.
С самого детства Стива интересовала политика. По политическим мотивам он был исключён из престижной школы Лавдейл в Элис, после чего продолжил учёбу в более либеральном римско-католическом колледже святого Франциска в Мэриэнхилле.
В 1966 году он поступил на отделение для чернокожих медицинского факультета Натальского университета в Дурбане. В университете, слывшем оплотом либеральной мысли, он познакомился со своим будущим другом и наставником Джошуа Мбойя Дада. Бико стал членом многонациональной организации «Национальный союз южноафриканских студентов» (NUSAS).
Однако вскоре он пришёл к выводу, что в NUSAS, как и в других подобных антиапартеидных группах, господствуют белые либералы, пусть и благонамеренные, а не представители непосредственно угнетённых общин (при этом Бико выступал против любых форм расизма и имел множество белых друзей). Следовательно, студентам неевропейского происхождения (чёрным, индийцам и «цветным») нужна своя собственная организация для борьбы за свои права. Поэтому в 1968 году он на встрече Университетского христианского движения призвал к созданию исключительно чёрного объединения. На встрече в Университете Севера неподалёку от Питерсбурга Бико стал соучредителем Южноафриканской организации студентов (SASO) и её первым президентом.
Затем организация Бико вошла в Движение «чёрного самосознания» (Black Consciousness Movement, ВСМ). Помимо ликвидации апартеида, движение ставило своими целями всеобщее избирательное право и социалистическую экономику, а также учреждало «Программы чёрных сообществ» (Black Community Programmes, BCPs) — например, центры здравоохранения и ясли. Бико был сторонником объединения ВСМ с остальными движениями за освобождение чернокожих, в том числе Африканским национальным конгрессом и Панафриканистским конгрессом.
Бико также участвовал в деятельности «Всемирной христианской федерации студентов» («World Student Christian Federation»). В 1972 году Стив был избран почетным президентом «Чёрной народной конвенции» («Собрания темнокожих», Black People’s Convention) и много выступал на публике. Вместе с профсоюзным деятелем и философом Риком Тёрнером был ключевой фигурой в «Дурбанском движении» против апартеида, находившемся под влиянием чёрного христианства и «новых левых».
В 1973 году он был исключен из университета, и в том же году за ним было установлено наблюдение: ему было запрещено покидать город, разговаривать более чем с одним человеком и публично выступать. Также было запрещено цитировать Стива в печати и в устной речи. Стив Бико, интересовавшийся также и юридическими вопросами, начал заочное изучение права.
Несмотря на запреты, он одновременно активизировал свою деятельность в качестве лидера движения сопротивления: проводил собрания, издавал газету под псевдонимом «Frank Talk». Это привело к тому, что с 1975 года он вообще не мог принимать участия в политике, неоднократно подвергался арестам.
Бико и движение «черного самосознания» сыграли важную роль в организации серии молодёжных протестов 16 июня 1976 года в Соуэто, вызванных попыткой правительства ввести обязательное преподавание всех предметов в школах на языке африкаанс. Выступления африканской молодёжи были подавлены вооружённой полицией, жертвами насилия стали десятки, если не сотни, африканцев. Около 700 погибших и 4000 раненых. После этого власти начали охоту на Бико.

## Арест и гибель

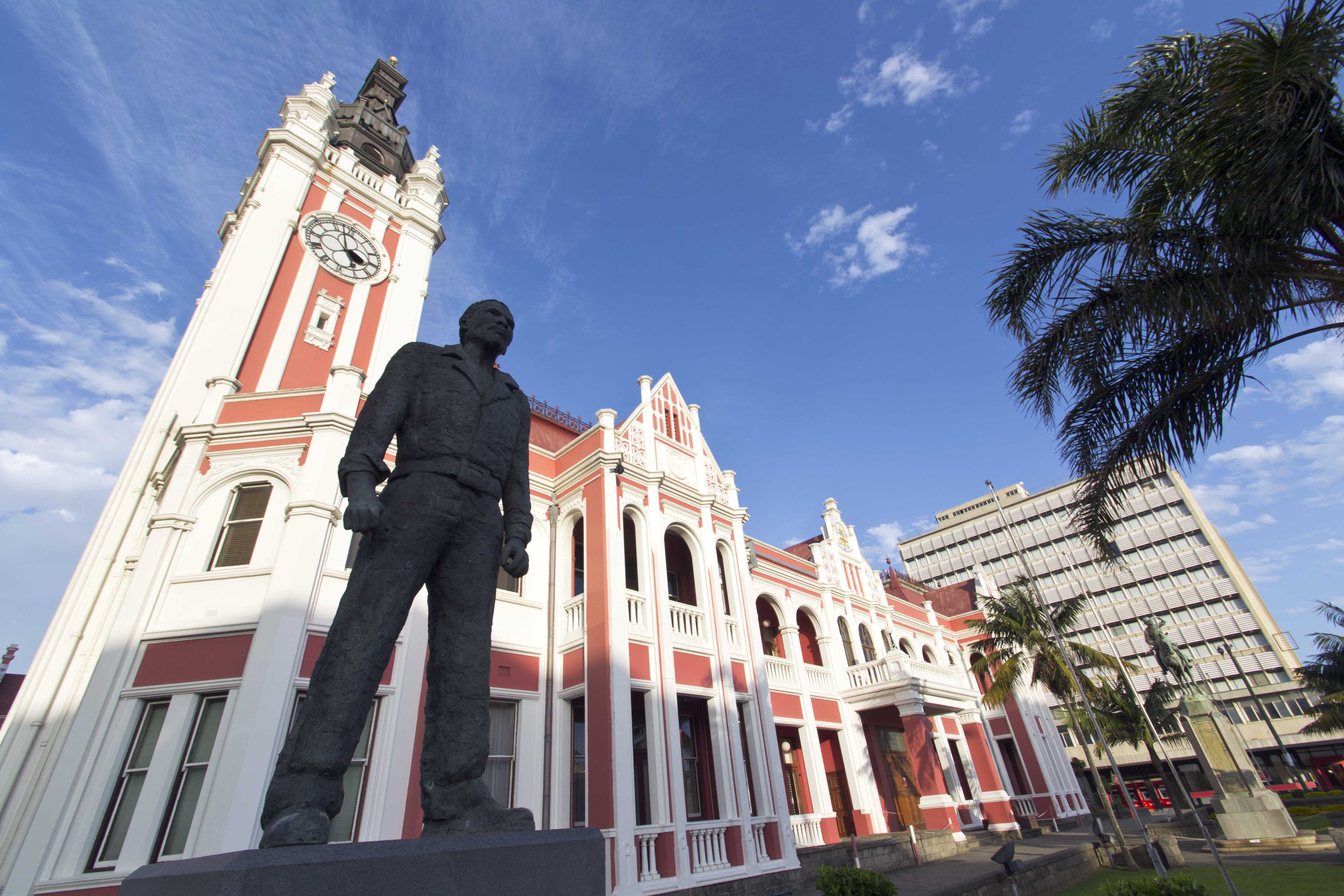
Памятник Стиву Бико, город Ист-Лондон

17 августа 1977 года Стив Бико в сопровождении своего товарища Питера Джонса отправился в Кейптаун на переговоры с лидером «Нового движения за свободу» Невиллом Александером. На обратном пути 18 августа он был арестован около Кинг-Уильямс-Тауна по подозрению в терроризме (в соответствии с Актом о терроризме от 1967 года, позволявшим полицейским задерживать людей по малейшим подозрениям и без решения суда на период до 60 дней) и препровожден в тюрьму близлежащего города Порт-Элизабет, в камеру 619. 11 сентября, после многочисленных допросов и применения пыток Бико обнажённым и связанным перевезли за 1100 километров, в Преторию. На следующую ночь он скончался в тюремном лазарете, не получив должного медицинского ухода.
Министр юстиции, полиции и тюрем ЮАР Джимми Крюгер 14 сентября 1977 года заявил, что причиной смерти Стива стала голодовка, якобы объявленная им 5 сентября, и что тюремные медики делали всё, чтобы спасти его. Однако расследование, проведённое в ноябре 1977 года, опровергло официальную версию. Оно выявило медицинское заключение, указывавшее, что смерть Бико наступила в результате пяти тяжёлых повреждений головного мозга; к тому же, у него были сломаны два ребра. Выяснилось, что полиция безопасности Порт-Элизабета при допросе на протяжении 48 часов удерживала своего узника в наручниках и кандалах обнажённым. Факты об обстоятельствах смерти Бико сделала достоянием общественности журналистка Хелен Зилле, будущая мэр Кейптауна и лидер оппозиционной партии Демократический альянс.
Виновные в смерти Бико, впрочем, так и не были привлечены к ответственности. Выступая перед делегатами съезда Национальной партии Трансвааля, министр Джимми Крюгер, отличавшийся крайне правыми взглядами, публично заявил о смерти Бико: Dit laat my koud — «Это оставляет меня равнодушным».
Обстоятельства смерти Стива Бико привлекли широкое внимание мировой общественности. Бико стал символом движения сопротивления против режима апартеида. На его похоронах присутствовало много журналистов, политиков и дипломатов, в том числе из США и Западной Европы. Общее количество людей, приехавших проводить Стива в последний путь, составило от 10 до 20 тыс. человек.
Правительство ЮАР подвергло гонениям целый ряд лиц и организаций, вставших на защиту Бико, среди них белого либерального журналиста Дональда Вудза, близкого друга Бико, помогавшего в расследовании его смерти (в своё время Вудз выступил с критической статьёй в адрес Бико, осуждая его за отсутствие гибкого подхода к накопившимся в обществе расовым проблемам, однако после личной встречи признал правоту позиции своего оппонента и приобрёл в его лице нового товарища). Совет Безопасности ООН отреагировал на это введением эмбарго на ввоз и продажу оружия ЮАР.
Гибель Стива Бико и последующие протесты стали важным фактором дестабилизации режима апартеида. Отставки премьер-министра Балтазара Форстера в 1978 году и министра Джимми Крюгера в 1979 году, как и переход правительства Питера Боты к политике реформ, в определённой степени были обусловлены и этими событиями.

## Память

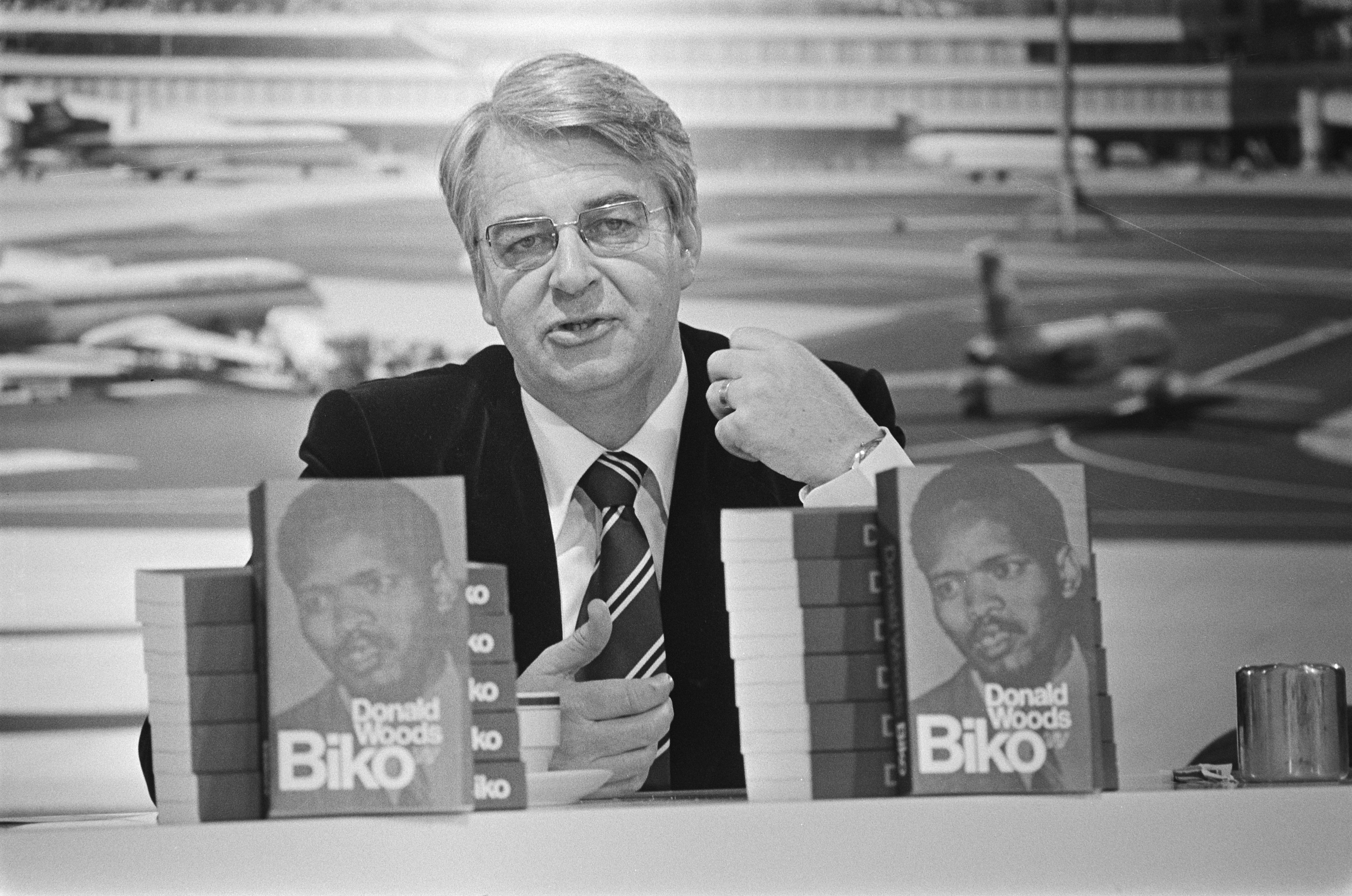
Дональд Вудз с экземплярами своей книги о Бико

Личность Бико стала легендарной, и его имя было увековечено во многих музыкальных произведениях, литературе и кино.
Дональд Вудз описал судьбу Бико в своей книге: «Стив Бико — голос человечества». В 1987 году Ричард Аттенборо снял по мотивам этой книги фильм «Клич свободы». За исполнение роли Стива Бико актёр Дензел Вашингтон был номинирован на «Оскар» — за исполнение роли второго плана.
О Бико пели многие исполнители рэпа, хип-хопа, джаза, рэгги и рока.
Среди них Питер Хэммилл, Public Enemy, Патрис, Питер Гэбриел, Дэйв Мэтьюс, System Of A Down, Simple Minds, U2 и другие.
Имя Стива Бико сейчас носят улицы и здания университетов в ЮАР, Англии и США. На площади Свободы в Технологическом университете Дурбана установлен его бронзовый бюст. В серии «A Fistful of Datas» фантастического телесериала «Star Trek: The Next Generation» присутствует космический корабль, названный в его честь USS Biko.

## Наследие
Стив Бико является автором книги «Я пишу, что хочу» (I Write What I Like), вышедшей спустя год после его смерти. Ему принадлежит ряд известных цитат, например «Измените у людей образ мыслей, и действительность никогда уже не будет прежней».
Как теоретик движения «чёрного самосознания» он был продолжателем идей антиколониальных мыслителей Франца Фанона и Эме Сезера. Он также переосмыслил и пропагандировал лозунг культурного движения афроамериканцев 1960-х годов «Чёрное прекрасно» (Black is beautiful), понимая под ним преодоление навязанного колонизаторами чувства расовой неполноценности.
Стив Бико предупреждал, что если постапартеидная ЮАР останется капиталистической, то, хоть некоторые чёрные и станут буржуазией, однако неравенство и бедность сохранятся: переход Южной Африки к демократии без социалистических экономических реформ никак не изменит ситуации экономического угнетения темнокожего большинства. Он полагал, что несправедливость в распределении богатств, как и расовые разделения, могут быть устранены лишь в будущей социалистической Южной Африке.
Сам Стив Бико оставался сторонником ненасильственного сопротивления. Однако немало его последователей занимали более радикальные позиции — идейное наследие Бико сыграло важную роль при формировании Народной организации Азании (AZAPO), среди лидеров которой был Дон Маттера. У этой ультралевой подпольной структуры, идеология которой основывалась на синтезе марксизма, африканского социализма и «чёрного сознания», было военное крыло — AZANLA (ныне AZAPO, как и отколовшаяся от неё Социалистическая партия Азании, является легальной политической силой).
Хотя при жизни Бико не входил в Африканский национальный конгресс (а члены связанного с АНК Единого демократического фронта в 1980-х даже собирались у дома Бико с обвинениями в его адрес как якобы «агента ЦРУ», что приводило к стычкам с AZAPO), АНК включил его в пантеон своих героев. В 1994 году АНК использовал его образ в своей агитации; в 1997 году Нельсон Мандела заявлял, что «Бико принадлежит всем, а не лишь AZAPO». В 2015 году делегации от Африканского национального конгресса и враждующего с ним откола «Борцы за экономическую свободу» соревновались за посещение его могилы на годовщину смерти. В 2017 году президент от АНК Джейкоб Зума возглагал к ней цветы на День прав человека.
Бико принадлежал к народу коса, но свободно разговаривал также на английском языке и африкаансе.